# Tata Mustangs 2015
Questa voce raccoglie le informazioni riguardanti i Tata Mustangs nelle competizioni ufficiali della stagione 2015.

## Maschile

### Divízió I 2015

#### Stagione regolare
| 3 aprile 2015 1ª giornata | Dunaújváros Gorillaz | 27 – 0 | Tata Mustangs |  |

| 18 aprile 2015 3ª giornata | Tata Mustangs | 6 – 41 | Miskolc Renegades |  |

| 10 maggio 2015 5ª giornata | Eger Heroes | 28 – 0 | Tata Mustangs |  |

| 23 maggio 2015 7ª giornata | Tata Mustangs | 14 – 13 | Budapest Titans |  |

| 13 giugno 2015 10ª giornata | Budapest Cowbells 2 | 24 – 22 | Tata Mustangs |  |

### Statistiche di squadra
| Competizione      | %Vittorie | In casa | In casa | In casa | In casa | In casa | In casa | In trasferta | In trasferta | In trasferta | In trasferta | In trasferta | In trasferta | Totale | Totale | Totale | Totale | Totale | Totale |
| Competizione      | %Vittorie | G       | V       | N       | P       | Pf      | Ps      | G            | V            | N            | P            | Pf           | Ps           | G      | V      | N      | P      | Pf     | Ps     |
| ----------------- | --------- | ------- | ------- | ------- | ------- | ------- | ------- | ------------ | ------------ | ------------ | ------------ | ------------ | ------------ | ------ | ------ | ------ | ------ | ------ | ------ |
| Stagione regolare | .200      | 2       | 1       | 0       | 1       | 20      | 54      | 3            | 0            | 0            | 3            | 22           | 79           | 5      | 1      | 0      | 4      | 42     | 133    |
| Totale            | .200      | 2       | 1       | 0       | 1       | 20      | 54      | 3            | 0            | 0            | 3            | 22           | 79           | 5      | 1      | 0      | 4      | 42     | 133    |